# Bilanów
Bilanów – wzniesienie na Wyżynie Częstochowskiej w miejscowości Kroczyce  w województwie śląskim, w powiecie zawierciańskim, w gminie Kroczyce. Znajduje się po północno-wschodniej stronie zwartych zabudowań wsi Kroczyce. Na mapie Geoportalu (wersja topo) opisany jest także jako Bielanów. Najwyższy punkt wzniesienia ma wysokość 355 m n.p.m. i znajduje się w odległości około 860 m od zwartych zabudowań osiedla Kroczyce-Okupne. Znajdują się na nim niewielkie skałki wapienne i pojedyncze drzewa. Całe wzniesienie poza tym pokrywają pola uprawne.